# الدورة الخامسة والخمسون للجمعية العامة للأمم المتحدة

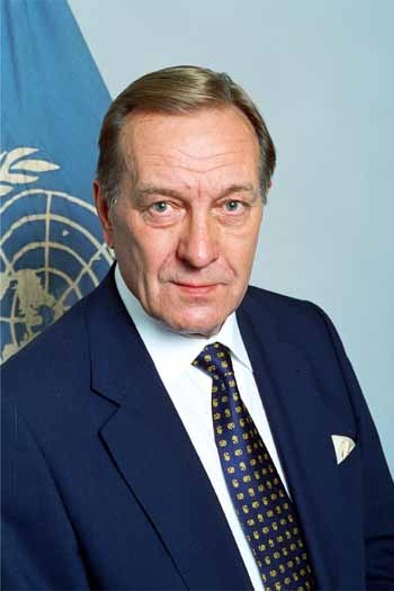
رئيس الدورة الخامسة والخمسين للجمعية العامة، هاري هولكيري

افتتحت الدورة الخامسة والخمسون للجمعية العامة للأمم المتحدة في 5 سبتمبر 2000 في ميثوديست سنترال هول في لندن. تولى رئيس وزراء فنلندا السابق هاري هولكيري رئاسة الجمعية.

## عناوين
في خطابه أمام الجمعية، انتقد فينشي نيل كلودومار، رئيس وفد ناورو، مجموعة دول أوروبا الغربية والدول الأخرى ودعا إلى إنشاء مجموعة إقليمية جديدة لأوقيانوسيا تضم أستراليا ونيوزيلندا، وكذلك بلدان رابطة جنوب شرق آسيا، اليابان وكوريا الجنوبية ودول جزر المحيط الهادئ.

## روابط خارجية
- القرارات والمقررات التي اعتمدتها الجمعية العامة خلال دورتها الخامسة والخمسين